# Música p/ Acampamentos
Música p/ Acampamentos é a primeira coletânea musical da banda brasileira de rock Legião Urbana, lançada em dezembro 1992 pela EMI. 
O álbum duplo reúne gravações ao vivo feitas para programas de rádio e televisão entre 1985 e 1992. Apresenta apenas uma canção inédita, e a única registrada em estúdio, "A Canção do Senhor da Guerra", uma faixa demo originalmente gravada em 1985 para o especial do canal televisivo Rede Globo, A Era dos Halley.

## Contexto e curadoria
A banda relutava em lançar uma coletânea, o que culminou na revolta dos membros contra a gravadora EMI-Odeon quando esta tentou editar uma compilação sem consultá-los.
O disco só sairia se fosse do jeito deles, e acabou vindo num momento considerado oportuno, pois a turnê do álbum de inéditas mais recente deles na época, V, havia sido encerrada prematuramente e os membros procuravam por meios de ganhar dinheiro enquanto o vocalista, violonista e tecladista Renato Russo buscava ajuda para se livrar das drogas. Ao mesmo tempo, queriam oferecer algo verdadeiramente novo e não tão puramente mercantilista aos fãs, de modo a compensar o cancelamento de tantos shows, daí a ideia de se reunir gravações majoritariamente inéditas de apresentações ao vivo.
As músicas foram registradas em shows no Estádio Parque Antártica, São Paulo, em agosto de 1990; no Morro da Urca, Rio de Janeiro, agosto de 1986; apresentações nas rádios Transamérica FM (Rio de Janeiro), em 1988 e 1992, e Rádio Cidade (Rio de Janeiro), em 1992; e versões tocadas no Acústico MTV da banda, em 1992. O encarte informa que todas as faixas (exceto "A Canção do Senhor da Guerra" e "Mais do Mesmo") foram gravadas em apenas uma tomada e que as fitas originais não foram retocadas, exceto por edições, mixagens e filtragem de som.
O projeto gráfico do disco é de Fernanda Villa-Lobos e Gualter Pupo, e as ilustrações são do baterista Marcelo Bonfá. Foi mixado em novembro de 1992. Contou com a participação especial do ex-baixista Renato Rocha e de músicos convidados. Tanto Renato quanto o guitarrista Dado Villa-Lobos concordaram que o disco recapitulava apropriadamente a história da banda, por contemplar todas as formações.

## "A Canção do Senhor da Guerra"
A única faixa do disco que foi gravada em estúdio foi "A Canção do Senhor da Guerra". Originalmente, ela tinha o nome "O Senhor da Guerra" e figurou num álbum de A Era dos Halley, um especial infantil do canal Rede Globo exibido de novembro de 1985 a maio do ano seguinte. A banda chegou a participar de um dos episódios, tocando a canção para os personagens e usando roupas medievais. O disco foi produzido por Guto Graça Mello e tinha ainda participações de Tim Maia, Roupa Nova, Baby Consuelo, Sempre Livre, Rosana e Guilherme Lamounier, Titãs, Sérgio Dias, Txã e Gabriela.
A versão que consta no disco é diferente, não apenas no título, mas também no fato de que foi gravada inteiramente por Renato, que tocou todos os instrumentos em cima de uma bateria eletrônica.
Uma entrevista rara com Raul Seixas que circula pela internet sugere que a canção havia sido originalmente encomendada a ele. No registro, ele diz ter acabado de criar uma nova canção com Lena Coutinho e que a levaria para o Rio de Janeiro no dia seguinte. "Eu vou ser o 'Senhor da Guerra'", disse ele. Não se sabe por que o trabalho dele foi preterido em favor do da Legião Urbana.

## Lista de faixas
| Música p/ Acampamentos – Volume 1 | | |         |  |
| N.º                               | Título | Compositor(es)                                                                                          | Duração |  |
| 1.                                | "Fábrica" (Show no Parque Antártica em 1990) | Renato Russo                                                                                            | 4:10    |  |
| 2.                                | "Daniel na Cova dos Leões" (Show no Parque Antártica em 1990)                                                                                        | Russo Renato Rocha                                                                                      | 3:18    |  |
| 3.                                | "A Canção do Senhor da Guerra" (Demo 1984-85) | Russo                                                                                                   | 4:57    |  |
| 4.                                | "O Teatro dos Vampiros" (Acústico MTV em 1992) | Russo Marcelo Bonfá Dado Villa-Lobos                                                                    | 4:05    |  |
| 5.                                | "Ainda É Cedo" (Ao vivo no Morro da Urca em 1986) | Russo Bonfá Villa-Lobos Ico Ouro Preto                                                                  | 3:35    |  |
| 6.                                | "Gimme Shelter" (Ao vivo no Morro da Urca em 1986)                                                                                                   | Mick Jagger Keith Richards                                                                              | 2:48    |  |
| 7.                                | "Baader-Meinhof Blues" (Ao vivo na Rádio Transámerica em 1988)                                                                                       | Russo Bonfá Villa-Lobos                                                                                 | 4:59    |  |
| 8.                                | "A Montanha Mágica" (incidentais: "You've Lost That Loving Feeling" / "Jealous Guy" / "Ticket to Ride")" (Ao vivo para a Rádio Transámerica em 1992) | Russo Bonfá Villa-Lobos / (Barry Mann Cynthia Weil Phil Spector / John Lennon / Lennon Paul McCartney ) | 10:03   |  |
| 9.                                | "Eu Sei" (outtake de Acústico MTV em 1992) | Russo                                                                                                   | 2:59    |  |
| 10.                               | ""Índios"" (Acústico MTV em 1992) | Russo                                                                                                   | 4:57    |  |
| Duração total:                    | Duração total: | Duração total:                                                                                          | 45:51   |  |

| Música p/ Acampamentos – Volume 2 | |                                                                                           |         |  |
| N.º                               | Título | Compositor(es)                                                                            | Duração |  |
| 1.                                | "A Dança" (Ao vivo para a Rádio Transamérica em 1992)                                                                  | Russo Bonfá Villa-Lobos                                                                   | 3:44    |  |
| 2.                                | "Mais do Mesmo" (outtake de Acústico MTV em 1992)                                                                      | Russo Bonfá Villa-Lobos Rocha                                                             | 3:32    |  |
| 3.                                | "Soldados (incidentais: "Blues da Piedade" / "Faz Parte do Meu Show" / "Nascente")" (Show no Parque Antártica em 1990) | Russo Bonfá / ( Frejat Cazuza / Renato Ladeira Cazuza / Flávio Venturini Murilo Antunes ) | 7:55    |  |
| 4.                                | "Música Urbana 2" (ao vivo na Radio Cidade 1992)                                                                       | Russo                                                                                     | 3:17    |  |
| 5.                                | "On the Way Home" (outtake de Acústico MTV em 1992)                                                                    | Neil Young                                                                                | 2:44    |  |
| 6.                                | "Maurício" (Show no Parque Antártica em 1990)                                                                          | Russo Bonfá Villa-Lobos                                                                   | 3:09    |  |
| 7.                                | "Há Tempos" (Show no Parque Antártica em 1990)                                                                         | Russo Bonfá Villa-Lobos                                                                   | 3:03    |  |
| 8.                                | "Pais e Filhos" (incidental: "Stand by Me")" (Show no Parque Antártica em 1990)                                        | Russo Bonfá Villa-Lobos / ( Ben E. King Jerry Leiber e Mike Stoller )                     | 6:39    |  |
| 9.                                | "Faroeste Caboclo" (Show no Parque Antártica em 1990)                                                                  | Russo                                                                                     | 9:20    |  |
| 10.                               | "Exit Music: Rhapsody in Blue" (instrumental)                                                                          | George Gershwin                                                                           | 1:06    |  |
| Duração total:                    | Duração total: | Duração total:                                                                            | 44:29   |  |

## Créditos
- Renato Russo - vocais, violão
- Dado Villa-Lobos - guitarra
- Marcelo Bonfá - bateria
- Renato Rocha - baixo em "Ainda É Cedo" e "Baader-Meinhof Blues"[4]

Músicos convidados (apresentações em São Paulo)
- Fred Nascimento - violão
- Bruno Araújo - baixo
- Mú Carvalho - teclados

Músicos convidados (apresentações no Rio de Janeiro)
- Sérgio Serra - violão e guitarra
- Tavinho Fialho - baixo
- Carlos Trilha - teclado